# Ben Ole Knobbe
Ben Ole Knobbe (* 2006 in Leipzig) ist ein deutscher Nachwuchsschauspieler in Film und Fernsehen.

## Leben und Karriere
Ben Ole Knobbe wurde 2006 in Leipzig, Deutschland geboren.
Seine ersten Filmerfahrungen machte er bereits mit zehn Jahren in der wiederkehrenden Rolle des Jakob Klawitter in den Kinofilmen Conni & Co (2016) und Conni & Co 2 – Das Geheimnis des T-Rex (2017).
Bekanntheit erlangte er durch seine wiederkehrenden Rolle des Mikkel Andersen, den Sohn von Janne Andersen (Brigitte Zeh) in der ZDF-Serie Dr. Nice.

## Filmografie (Auswahl)
- 2016: Conni & Co
- 2017: Conni & Co 2 – Das Geheimnis des T-Rex
- seit 2023: Dr. Nice (Fernsehreihe, 9 Folgen)
- 2024: Mein Traum. Meine Geschichte (Dramaserie für Kinder, 1 Folge)
- 2025: In aller Freundschaft (Fernsehserie, 1 Folge)